# 奇哈沃拉
奇哈沃拉（Chhawla），是印度德里South West县的一个城镇。总人口9047（2001年）。

## 人口
该地2001年总人口9047人，其中男性5155人，女性3892人；0—6岁人口1158人，其中男682人，女476人；识字率76.50%，其中男性为83.06%，女性为67.81%。